# Sebgag
Sebgag (în arabă سبقاق) este o comună din provincia Laghouat, Algeria.
Populația comunei este de 5.981 de locuitori (2008).